# العلاقات الباكستانية الكيريباتية
العلاقات الباكستانية الكيريباتية هي العلاقات الثنائية التي تجمع بين باكستان وكيريباتي.

## مقارنة بين البلدين
هذه مقارنة عامة ومرجعية للدولتين:
| وجه المقارنة                                              | باكستان                     | كيريباتي                        |
| --------------------------------------------------------- | --------------------------- | ------------------------------- |
| المساحة (كم2)                                             | 881.91 ألف                  | 811                             |
| عدد السكان (نسمة)                                         | 197.02 مليون                | 116.40 ألف                      |
| الكثافة السكانية (ن./كم²)                                 | 223.4                       | 14.35 ألف                       |
| العاصمة                                                   | إسلام آباد                  | جنوب تاراوا                     |
| اللغة الرسمية                                             | لغة إنجليزية، اللغة الأردية | لغة إنجليزية، اللغة الكيريباتية |
| العملة                                                    | روبية باكستانية             | دولار كريباتي، دولار أسترالي    |
| الناتج المحلي الإجمالي (بليون دولار)                      | 304.95 مليار                | 196.15 مليون                    |
| الناتج المحلي الإجمالي (تعادل القوة الشرائية) بليون دولار | 946.67 مليار                | 224.26 مليون                    |
| الناتج المحلي الإجمالي الاسمي للفرد دولار أمريكي          | 1.43 ألف                    | 1.42 ألف                        |
| الناتج المحلي الإجمالي للفرد دولار أمريكي                 | 4.81 ألف                    | 1.81 ألف                        |
| مؤشر التنمية البشرية                                      | 0.538                       | 0.590                           |
| رمز المكالمات الدولي                                      | +92                         | +686                            |
| رمز الإنترنت                                              | .pk                         | .ki                             |
| المنطقة الزمنية                                           | ت ع م+05:00                 |                                 |

## منظمات دولية مشتركة
يشترك البلدان في عضوية مجموعة من المنظمات الدولية، منها:
| علم المنظمة | اسم المنظمة                   | تاريخ انضمام باكستان | تاريخ انضمام كيريباتي |
| ----------- | ----------------------------- | -------------------- | --------------------- |
|             | منظمة حظر الأسلحة الكيميائية  | ?                    | ?                     |
|             | الأمم المتحدة                 | 30 سبتمبر 1947       | 14 سبتمبر 1999        |
|             | دول الكومنولث                 | ?                    | ?                     |
|             | مؤسسة التمويل الدولية         | 20 يوليو 1956        | 2 أكتوبر 1986         |
|             | يونسكو                        | 14 سبتمبر 1949       | 24 أكتوبر 1989        |
|             | بنك التنمية الآسيوي           | 1966                 | 1974                  |
|             | البنك الدولي للإنشاء والتعمير | 11 يوليو 1950        | 29 سبتمبر 1986        |
|             | الاتحاد البريدي العالمي       | ?                    | ?                     |
|             | الاتحاد الدولي للاتصالات      | 26 أغسطس 1947        | 3 نوفمبر 1986         |

## وصلات خارجية
- موقع وزارة الخارجية الباكستانية